# Майк (мини-сериал)
«Майк» — американский сериал, рассказывающий о жизни боксера Майка Тайсона. Премьера сериала состоялась 25 августа 2022 года на сервисе Hulu.

## В ролях

### Основной состав
- Треванте Роудс — Майк Тайсон
- Рассел Хорнсби- Дон Кинг

### Второстепенный состав
- Лора Харриер — Робин Гивенс
- Харви Кейтель — Кас Д’Амато
- Уэ́нди Олуни́ке Эдели́йи — Лорна Мэй, мать Майка Тайсона
- Грейс Забриски- Камилла Д’Амато

## Эпизоды
| № | Название                      | Режиссёр        | Автор сценария                     | Дата премьеры    |
| - | ----------------------------- | --------------- | ---------------------------------- | ---------------- |
| 1 | «Thief» «Вор»                 | Крейг Гиллеспи  | Стивен Роджерс                     | 25 августа 2022  |
| 2 | «Monster» «Монстр»            | Крейг Гиллеспи  | Стивен Роджерс                     | 25 августа 2022  |
| 3 | «Lover» «Любовник»            | Крейг Гиллеспи  | Кейша Золлар                       | 1 сентября 2022  |
| 4 | «Meal Ticket» «Талон на обед» | Крейг Гиллеспи  | Дарнелл Браун                      | 1 сентября 2022  |
| 5 | «Desiree» «Дезире»            | Тиффани Джонсон | Карин Гист и Саманта Корбин-Миллер | 8 сентября 2022  |
| 6 | «Jailbird» «Арестант»         | Тиффани Джонсон | Саманта Корбин-Миллер              | 8 сентября 2022  |
| 7 | «Cannibal» «Каннибал»         | Директор Икс    | Мэндо Альварадо                    | 15 сентября 2022 |
| 8 | «Phoenix» «Феникс»            | Директор Икс    | Энтони Спаркс                      | 15 сентября 2022 |

## Критика
Майк Тайсон раскритиковал сериал и не участвовал в его создании.